# Allan Rotterdam
Allan & Co´s Koninklijke Nederlandsche Fabrieken van Meubelen en Spoorwegmaterieel N.V. was een Nederlandse fabriek van rollend materieel, gevestigd in Rotterdam.

## Geschiedenis
Het bedrijf werd opgericht in 1839 en begon als meubelfabriek. Voorts werden scheepsbetimmeringen gemaakt. Vanaf 1902 werden ook (houten) tramrijtuigen geproduceerd. Vooral veel stoomtrambedrijven behoorden tot de afnemers. Vanaf 1905 werden ook elektrische trams gebouwd. De grootste afnemer werd de Rotterdamse tram (RETM, later RET), maar ook de HTM in Den Haag stelde in de jaren tot 1927 relatief veel Allan-materieel in dienst.
In 1910 vonden de eerste leveranties plaats van spoorwegrijtuigen. Zowel naar de spoorwegen in Nederland als in Nederlands-Indië werd veel materieel geleverd. Ook buitenlandse spoorwegmaatschappijen waren afnemers. Voorts werden tussen 1925 en 1950 ook autobussen geproduceerd, waaronder 66 Crossley-bussen voor de dochterondernemingen van de NS (1947-48).
Na de Tweede Wereldoorlog werd nog materieel geleverd aan de RET (Allan-tramstellen van 1948-’51), NS (postrijtuigen, treinstellen mat '46, dieselelektrische rijtuigen 'Blauwe Engelen', Hondekoptreinstellen en diesellocomotieven (NS 2200). Tot de bekendste afnemers in Europa behoorden de Portugese spoorwegen, die een serie rijtuigen afnam waarvan techniek en uiterlijk gebaseerd waren op de Blauwe Engelen.
De productie werd gestaakt in 1959. Het terrein en de gebouwen aan de Kleiweg in Rotterdam werden in 1960 door de RET in gebruik genomen als Centrale Werkplaats. Deze gebouwen zijn, op een grote hal na die naar de SGB in Goes is verplaatst, in 2017 gesloopt; op het leeggekomen terrein is een nieuwe centrale werkplaats met stallingsruimte gebouwd.

## Allan-producten

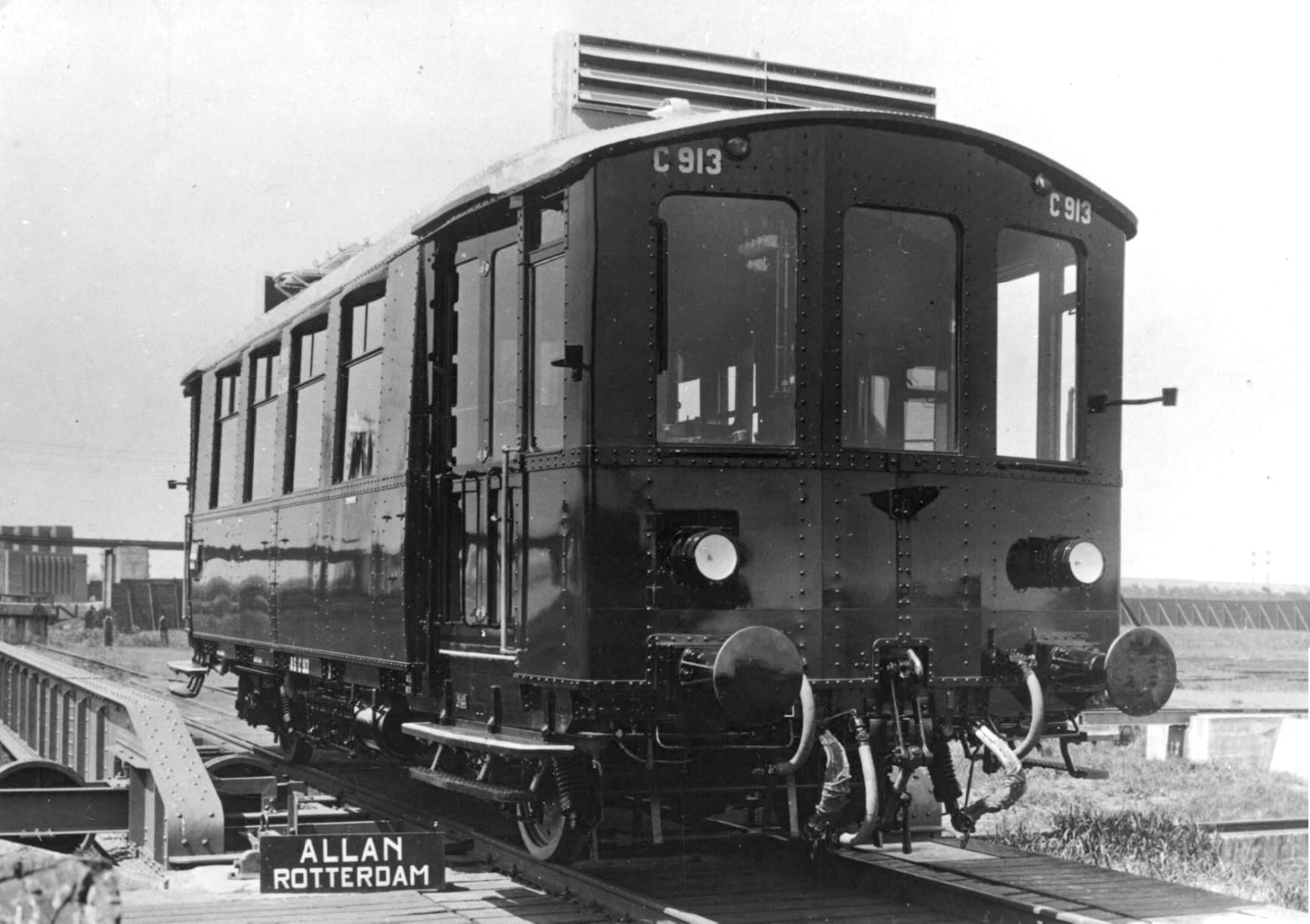
Fabrieksfoto uit 1929 van Allan van een OmC-motorrijtuig van de Nederlandse Spoorwegen.
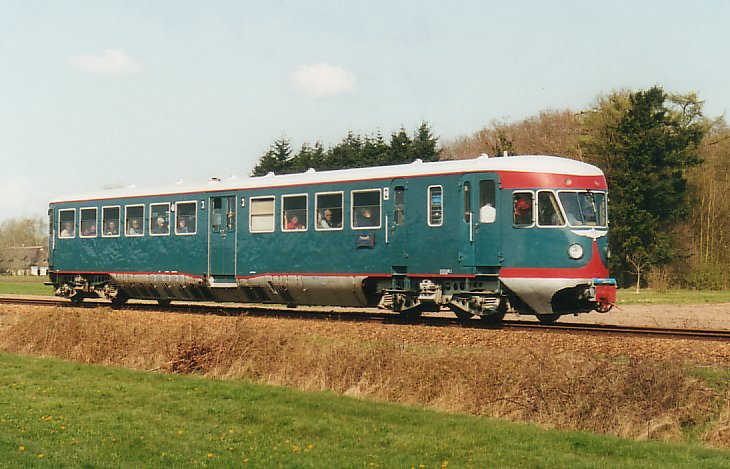
Blauwe Engel NS 41, gebouwd door Allan in 1953-1954.
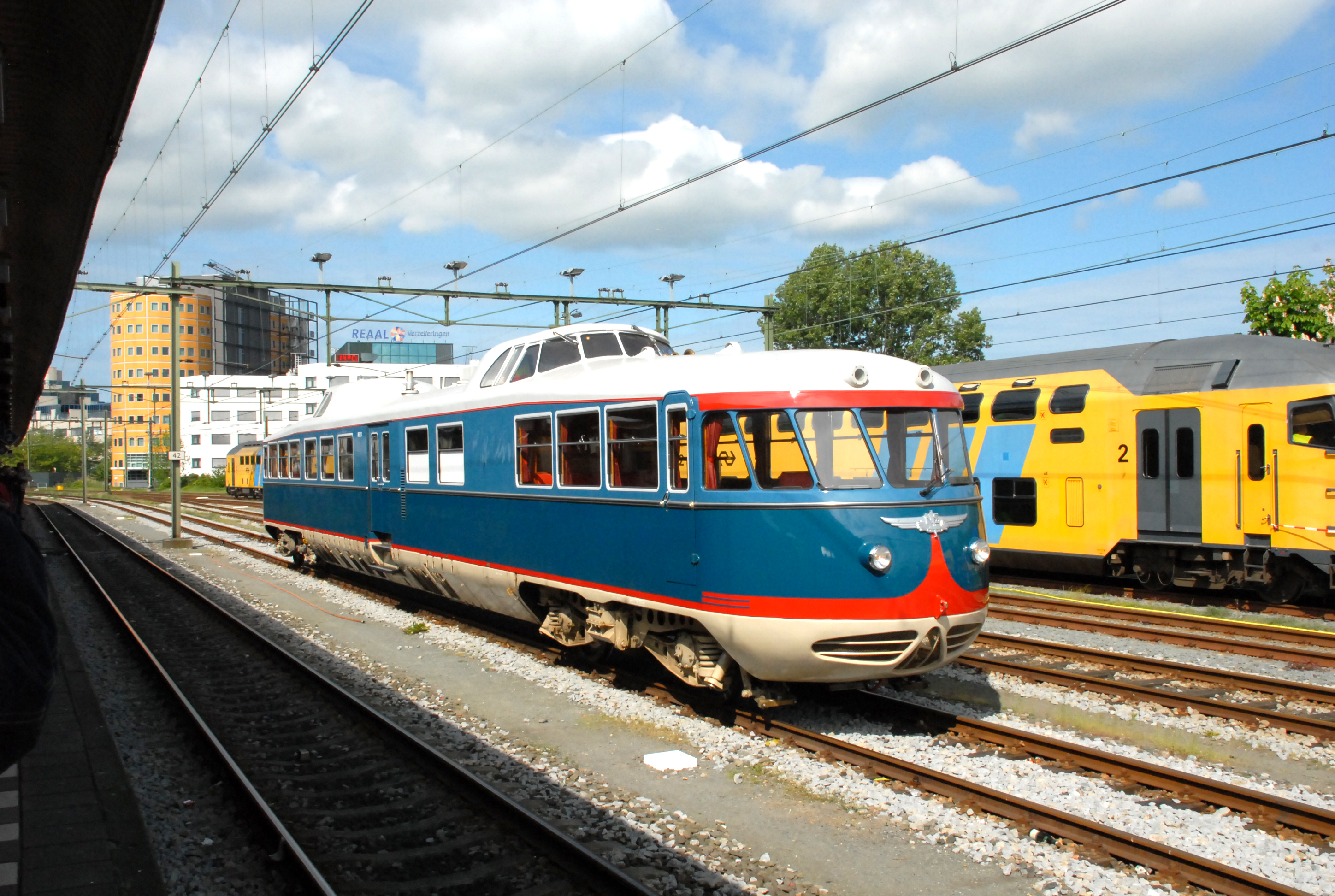
Dieselelektrisch motorrijtuig Kameel van de NS.
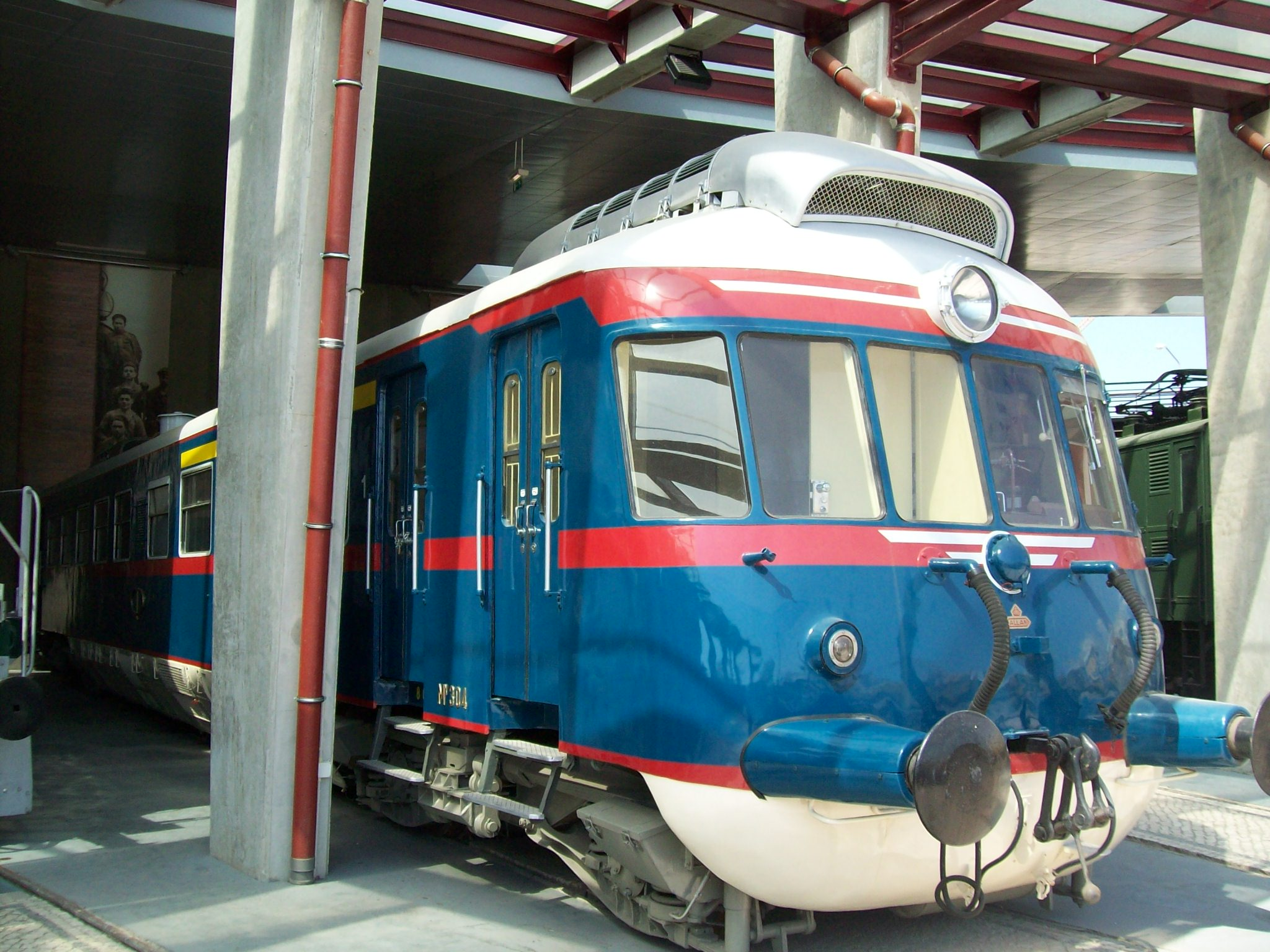
Dieselelektrisch motorrijtuig 304 (301-325) (breedspoor) van de Portugese Spoorwegen (CP).
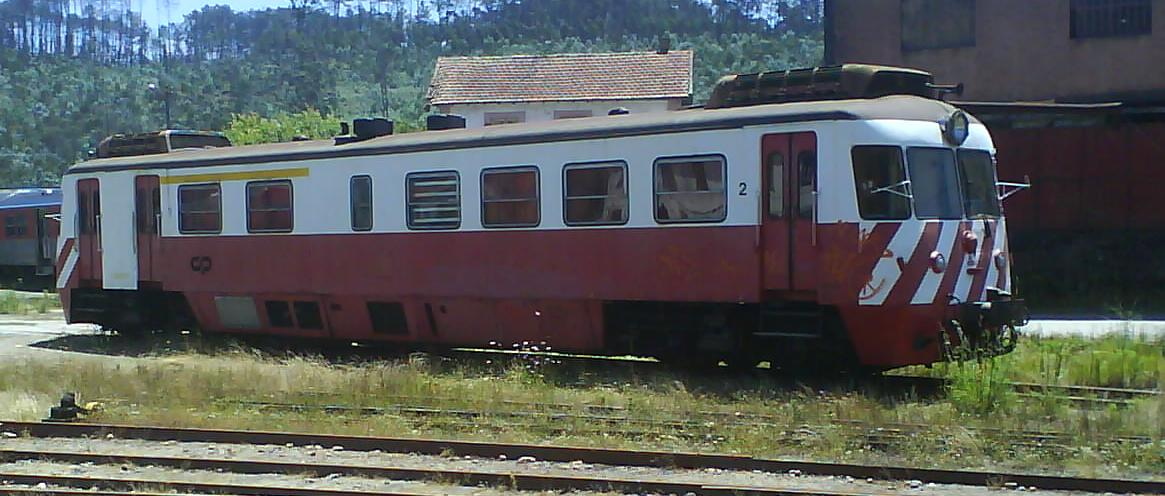
Dieselelektrisch motorrijtuig 9300 (9301-9310) (smalspoor) van de CP.
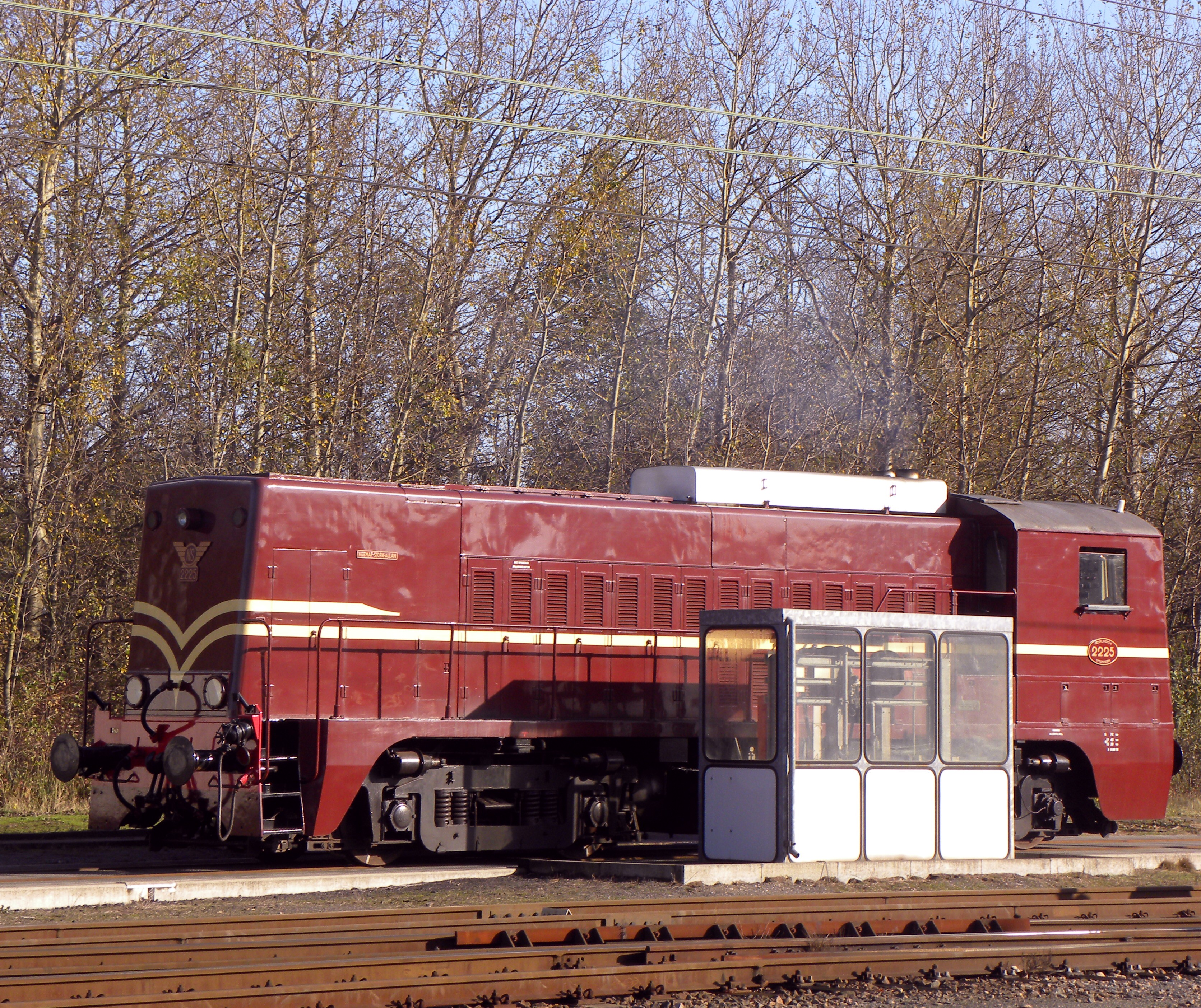
Dieselelektrische NS-locomotief 2225.
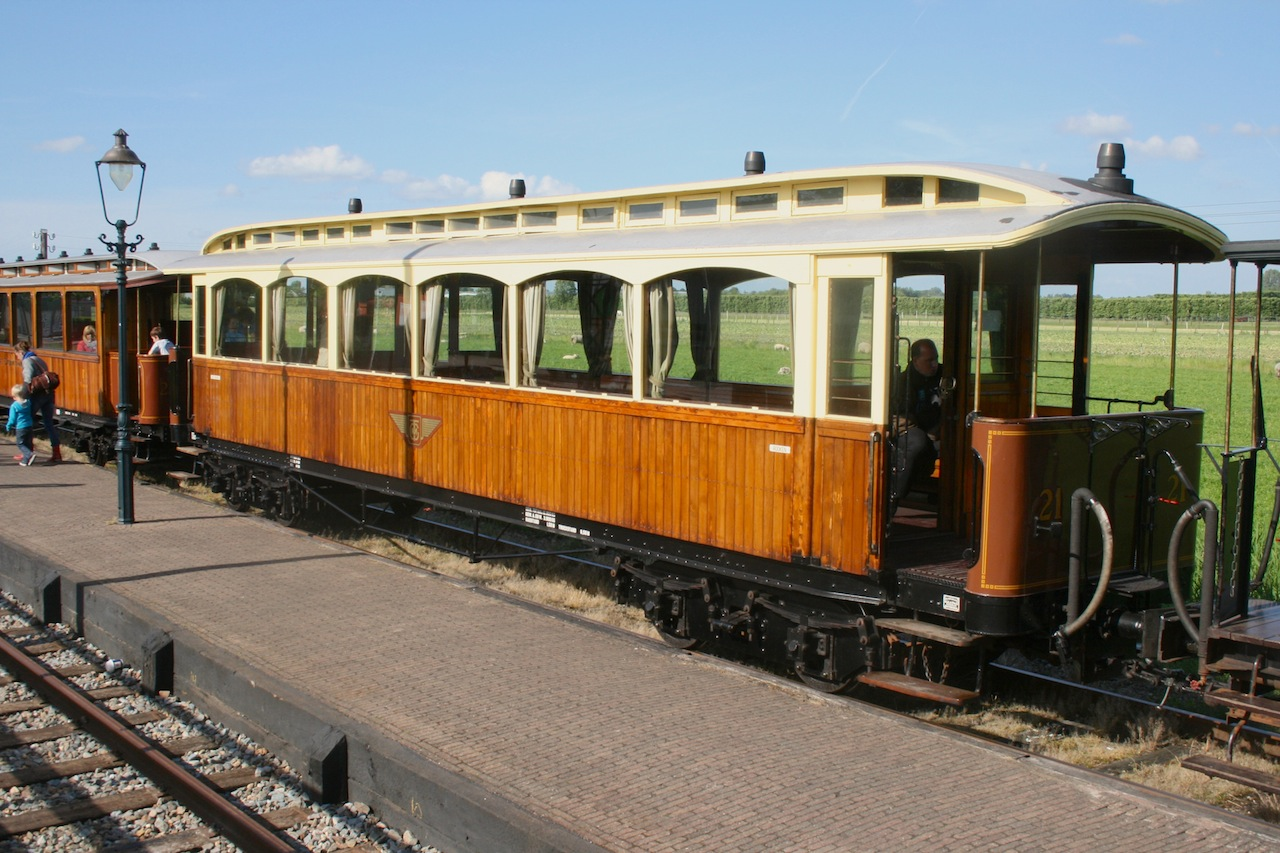
Een van de NCS-rijtuigen voor de Zuiderzeestoomtram, in 1914 gebouwd door Allan.
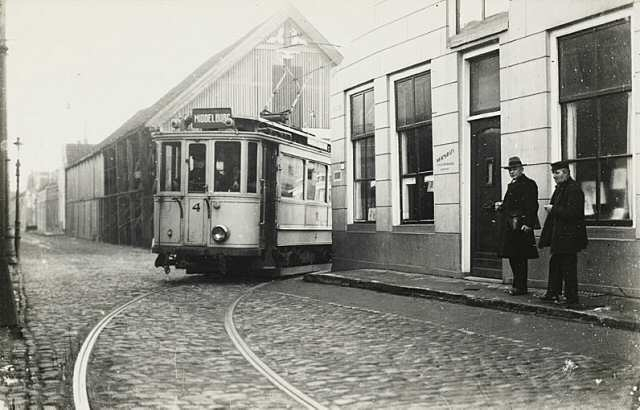
Tweeassige trammotorwagen 4 van de tramlijn Vlissingen - Middelburg.
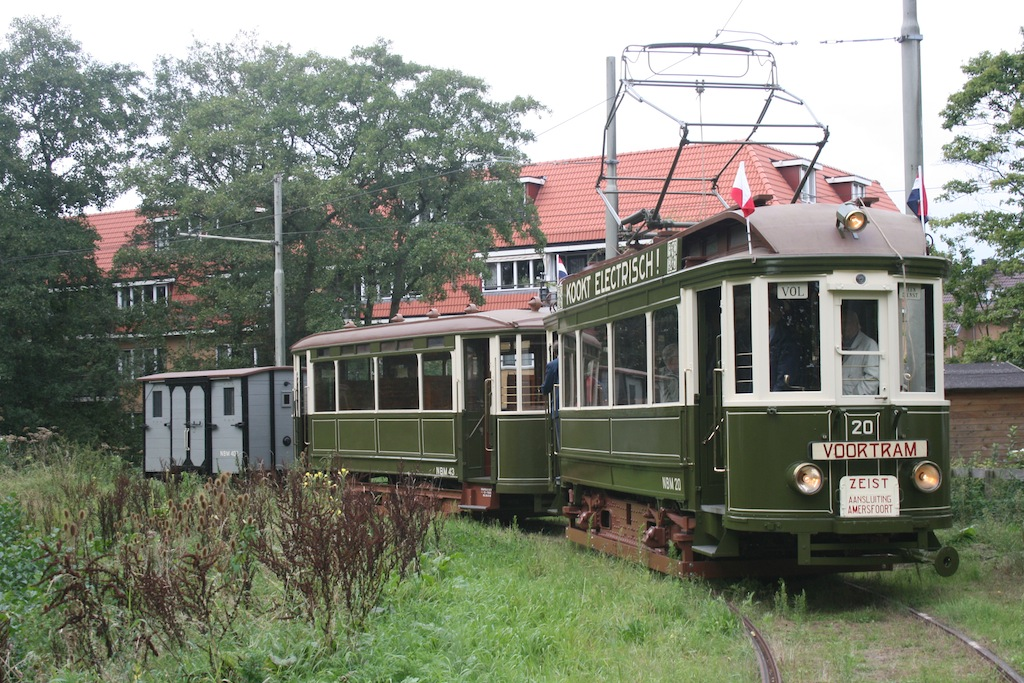
Allan-tramstel uit 1910/1915, afkomstig van de NCS / NBM.
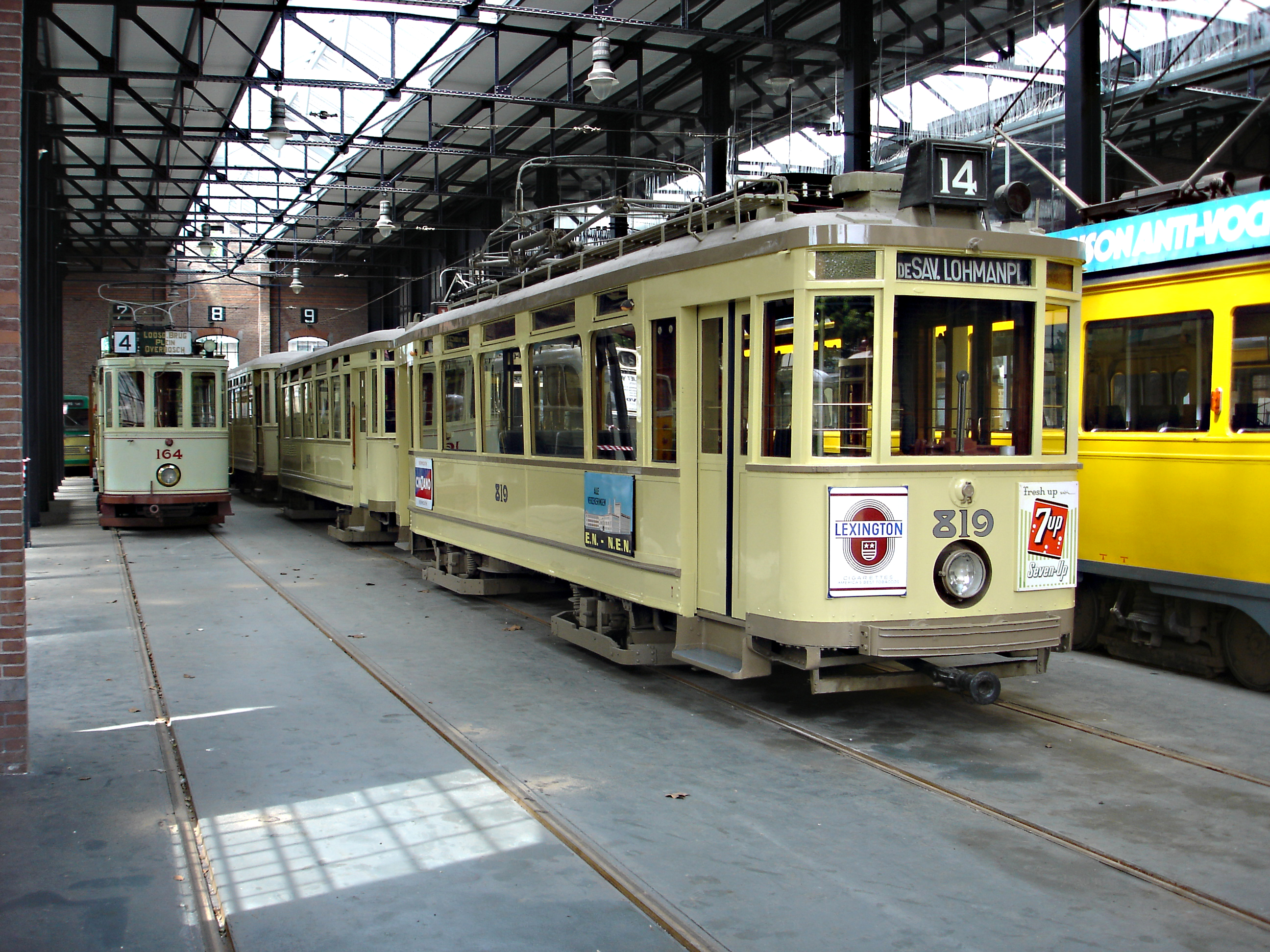
HTM motorwagen 819, gebouwd door Allan in 1927.
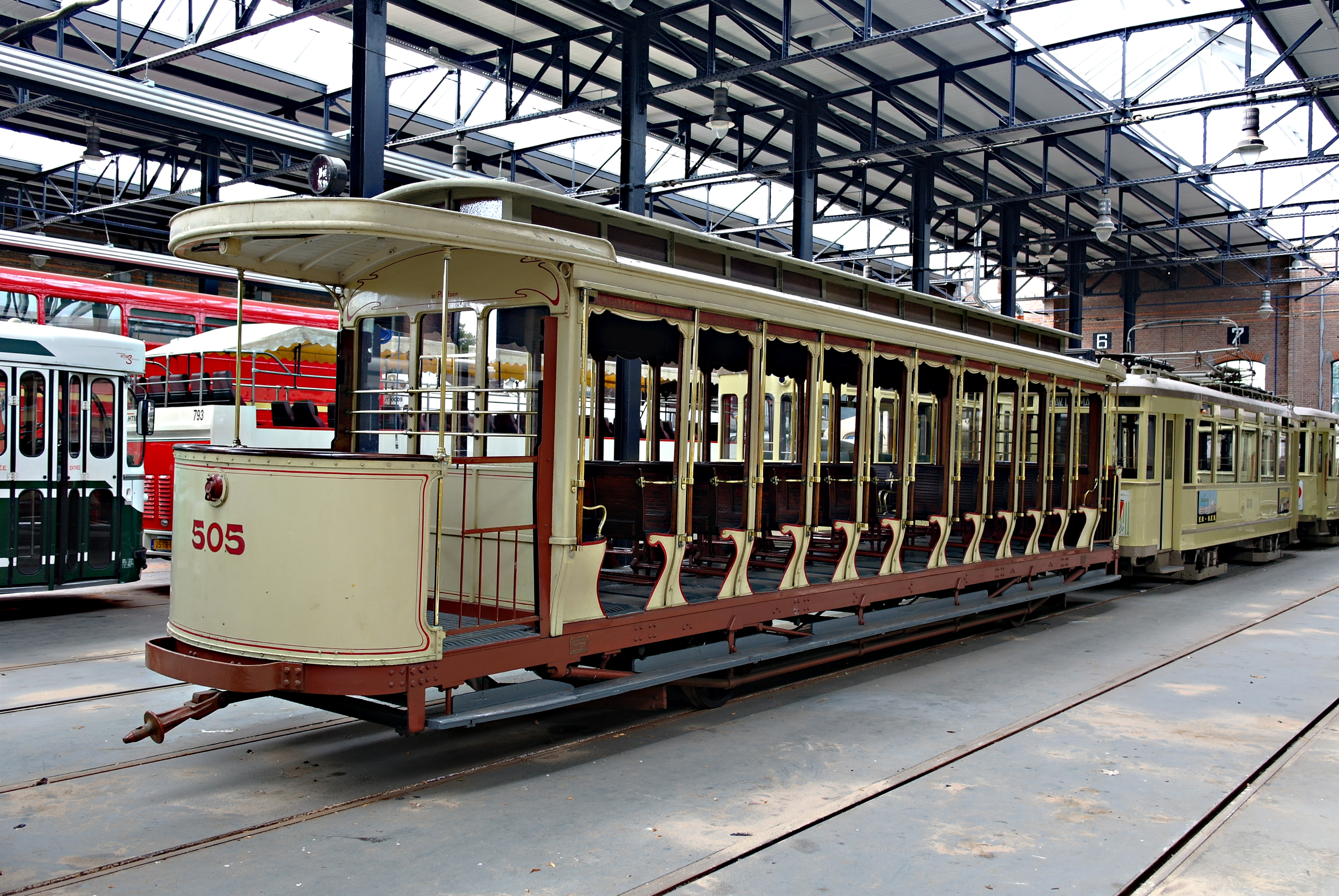
HTM open bijwagen 505.
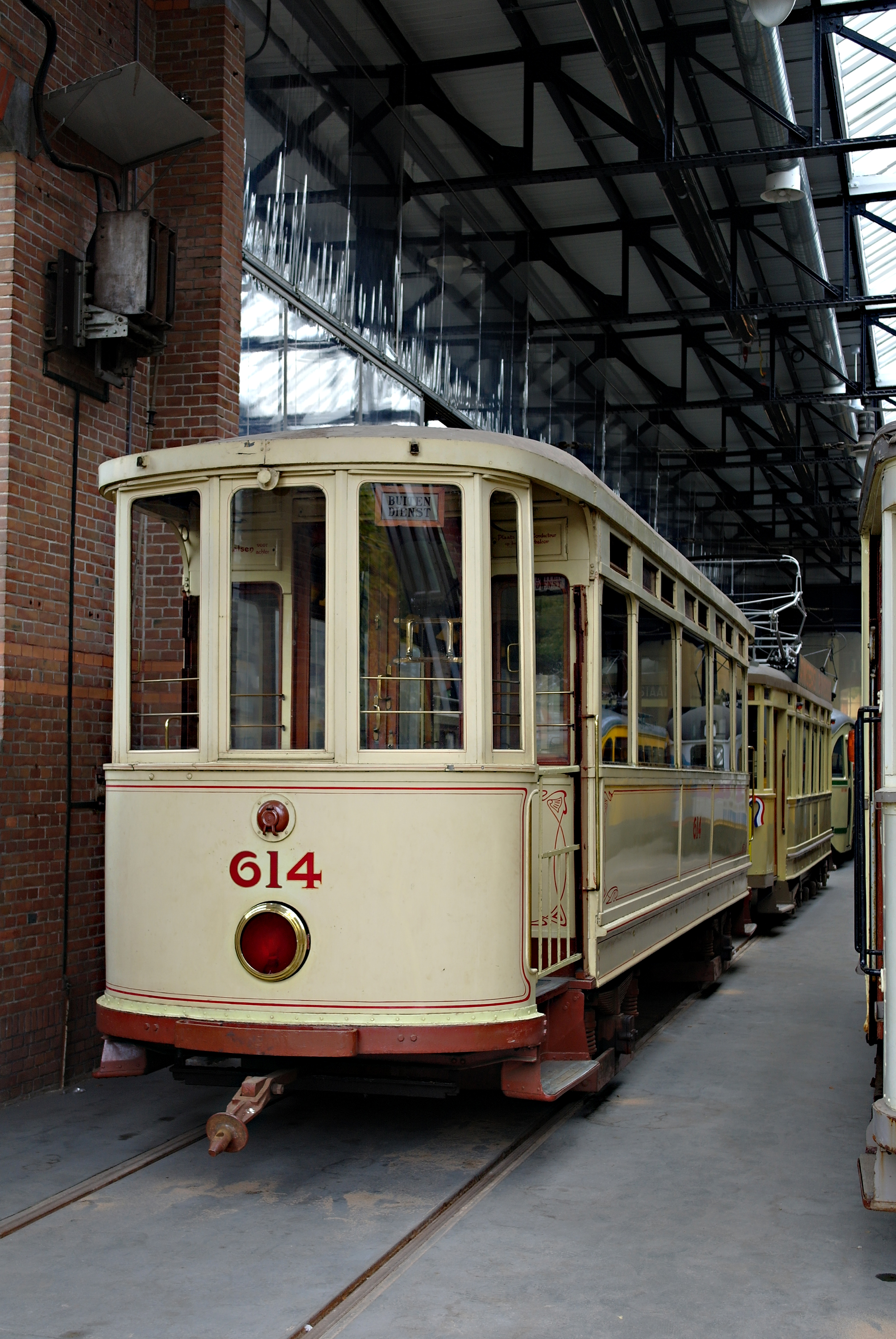
HTM bijwagen 614.
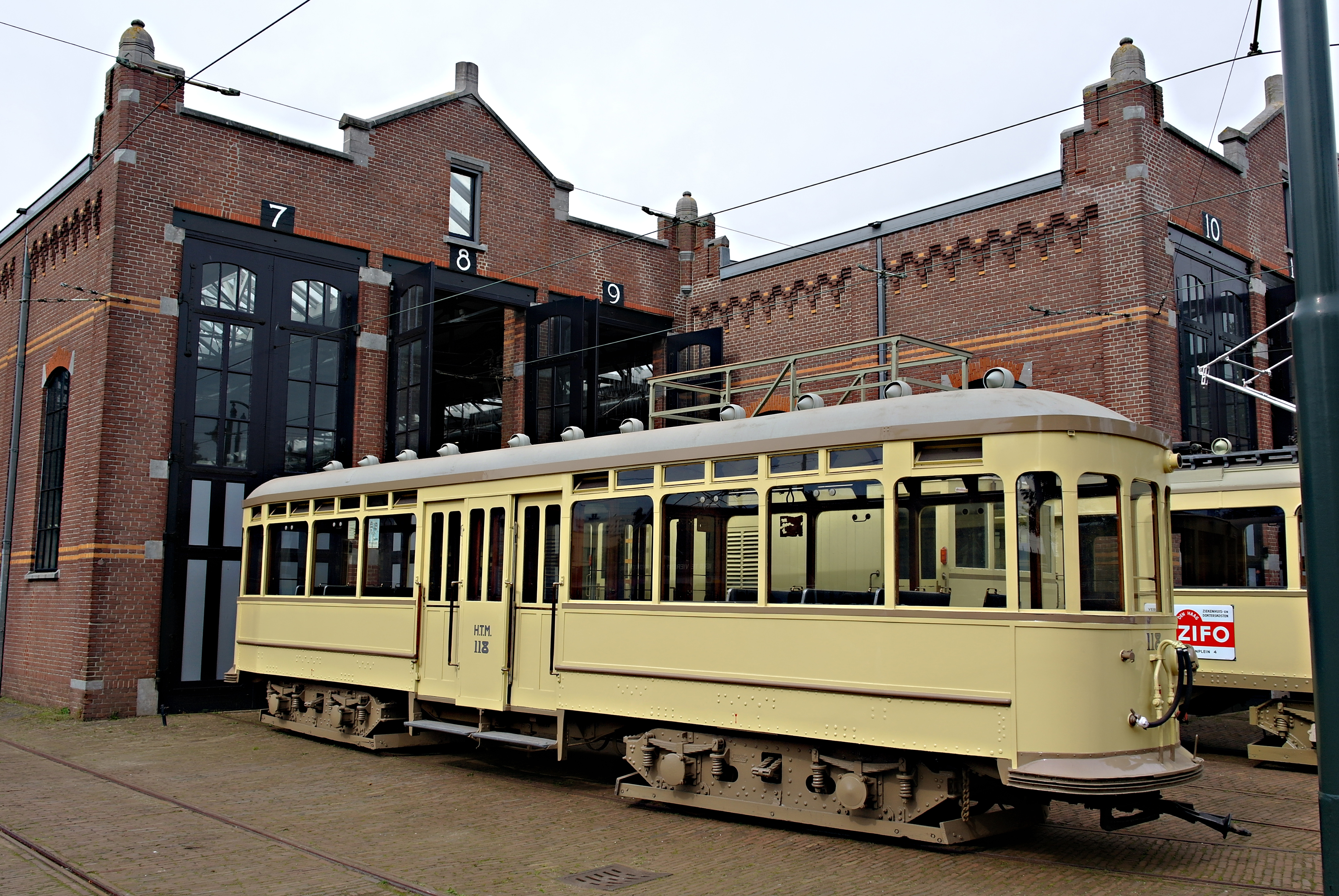
"Salonwagen" van de Haagse "Gele Tram", gebouwd door Allan in 1924.
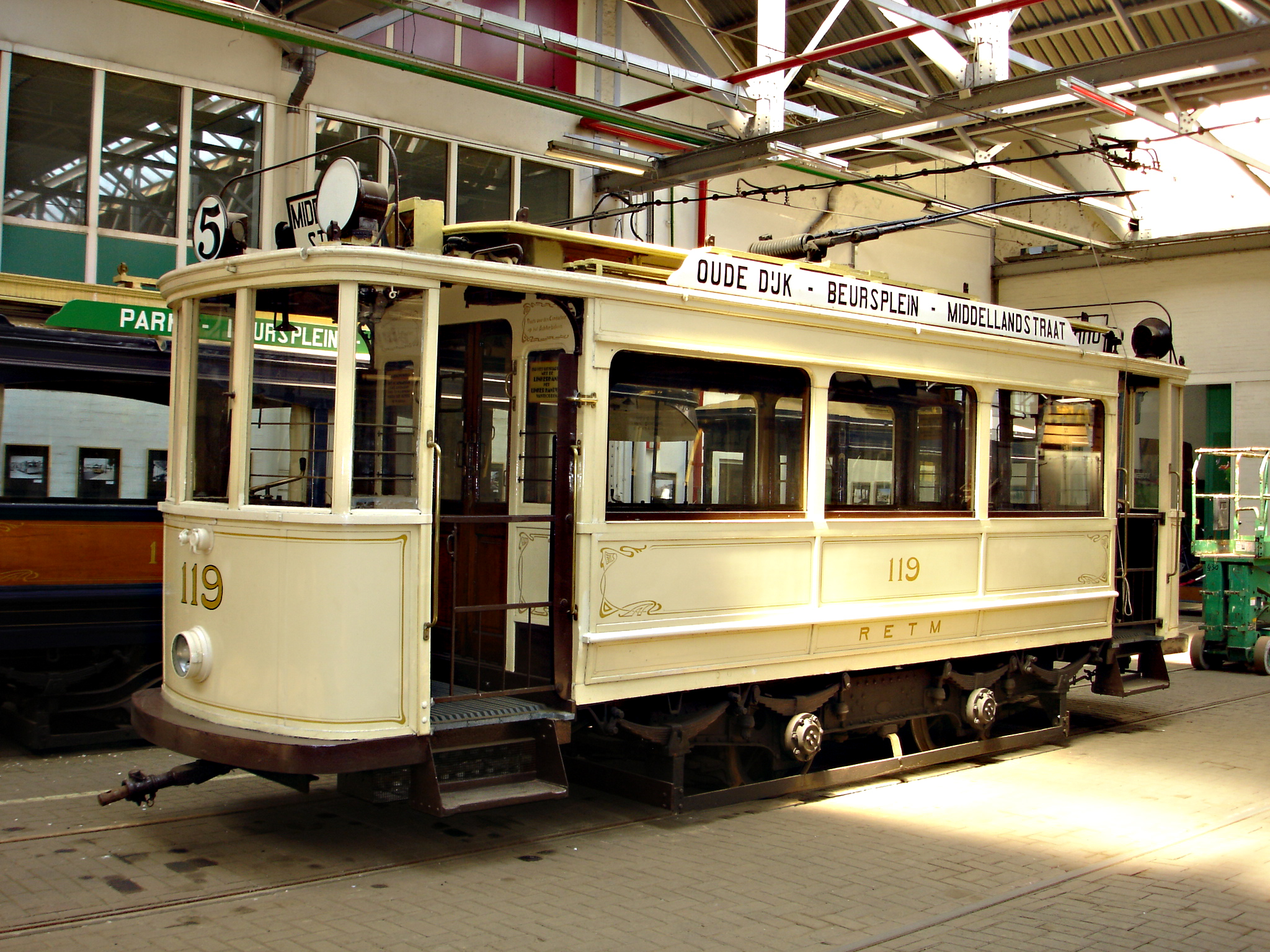
Motorwagen 119 van de Rotterdamse tram.
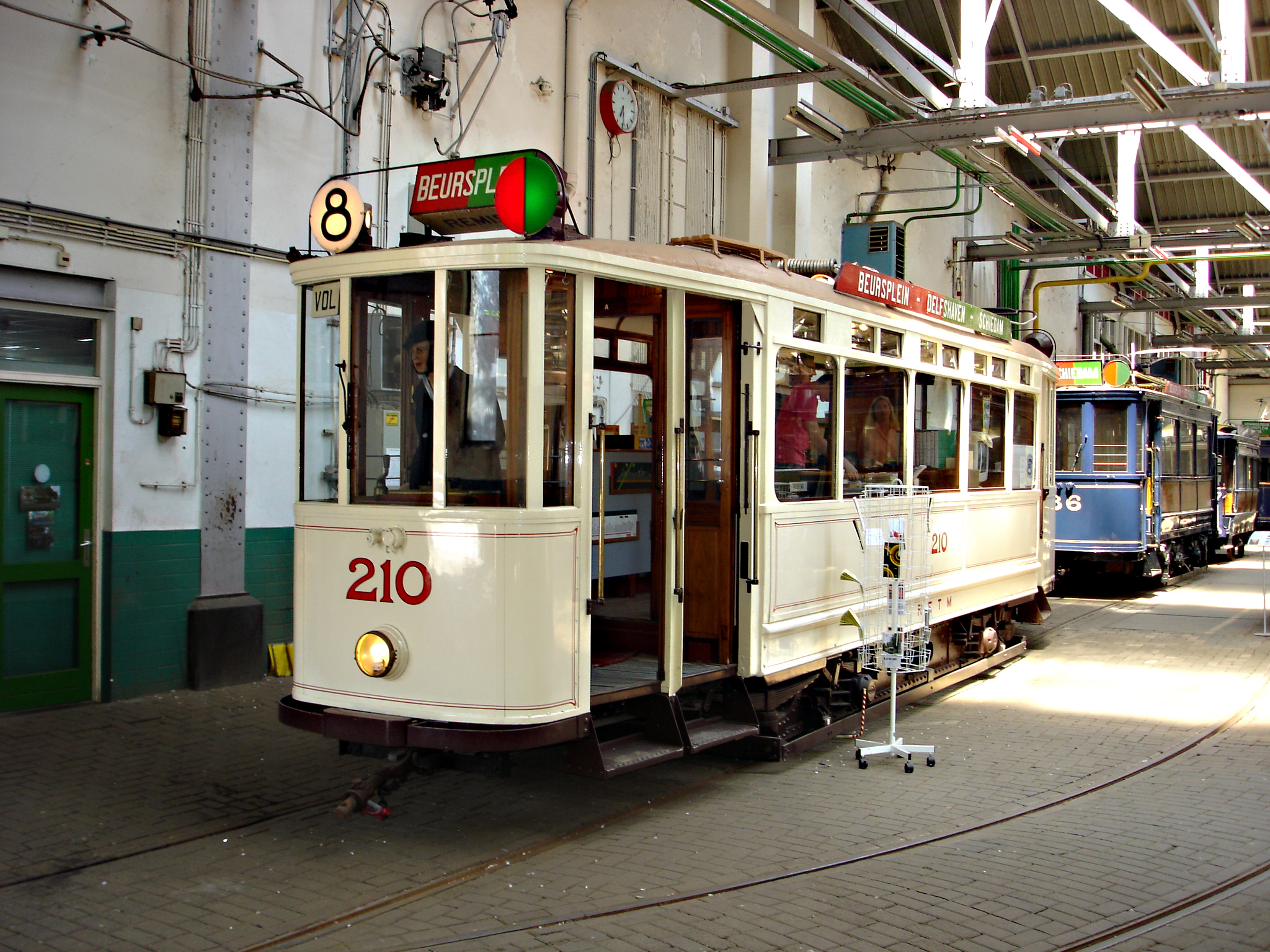
Delmez-motorwagen 210 van de Rotterdamse tram
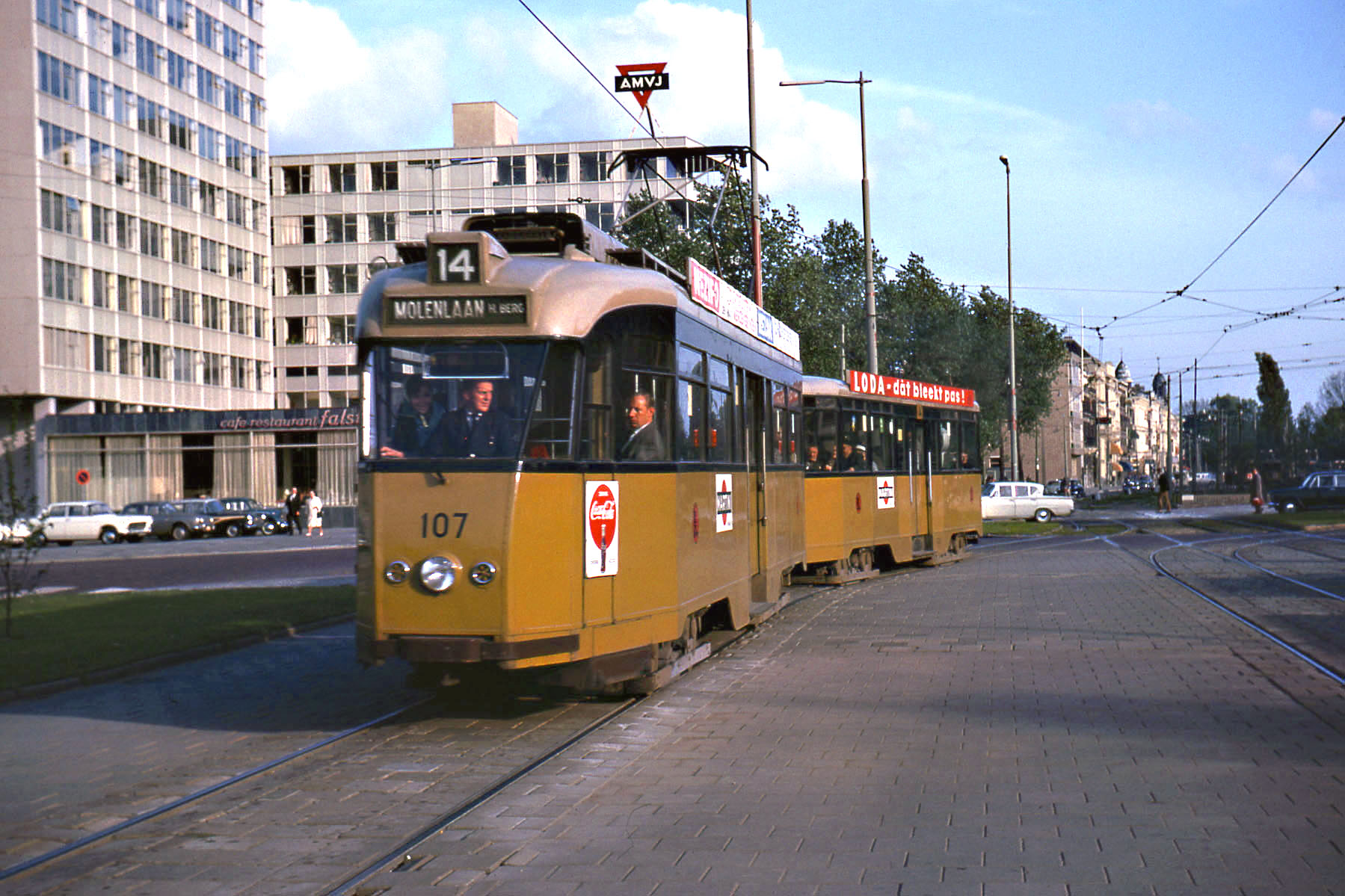
Allan-tramstel van de Rotterdamse tram.